# Philipp Boy
Philipp Boy (Cottbus, 23 de julho de 1987) é um ex-ginasta alemão.
Em 2007, competindo no Campeonato Mundial de Stuttgart, foi o terceiro colocado na prova por equipes. Três anos mais tarde, Boy disputou o Mundial de Roterdã, onde ajudou a equipe alemã a conquistar a medalha de bronze coletiva mais uma vez. Na mesma edição foi ainda medalhista de prata no individual geral. No ano seguinte, em uma nova edição deste evento, agora em Tóquio, foi pela segunda vez o medalhista de prata do concurso geral. Em campeonatos europeus, arquiva ainda um total de cinco medalhas, duas delas de ouro.